# Ngarinyin
Ngarinyin (též Východní Worrorran nebo Ungarinjin) je domorodý austrálský jazyk, kterým se mluví na severu regionu Kimberley v severní Austrálii. Jazyk je kriticky ohrožený, počet mluvčích se odhaduje na 40, většinou ze starší generace. 
Jazyk se řadí do jazykové rodiny worrorranských jazyků (spolu s jazyky wunambal a worrorra), je to nejpoužívanější jazyk z této rodiny.
Jazyk má mnoho poměrně odlišných dialektů, které se někdy také berou samostatné jazyky.

## Dialekty
Jak již bylo zmíněno, tak jazyk ngarinyin se dělí na mnoho dialektů, konkrétně na tyto:
- Ungarinjin
- Guwidj
- Waladja
- Ngarnawu
- Andadjin
- Munumburru
- Wolyamidi
- Waladjangarri

## Ukázka
Cedule s nápisy v angličtině a v jazyce ngarinyin: